# Roberto Ferrari (tirador d'esgrima)
Roberto Ferrari   (Roma, 2 d'agost de 1923 - Roma, 11 d'octubre de 1996) va ser un tirador d'esgrima italià que va competir durant la dècada de 1950.
Durant la seva carrera esportiva va prendre part en tres edicions dels Jocs Olímpics d'Estiu. El 1952, a Hèlsinki, va guanyar la medalla de plata en la prova de sabre per equips del programa d'esgrima. Quatre anys més tard, als Jocs de Melbourne, quedà eliminat en sèries en les dues proves que disputà, mentre el 1960, a Roma, guanyà la medalla de bronze en la prova de sabre per equips.
En el seu palmarès també destaquen set medalles al Campionat del món d'esgrima, tres d'or i quatre de plata, entre les edicions de 1949 i 1955. Als Jocs del Mediterrani va guanyar quatre medalles, dues d'or, una de plata i una de bronze, en les edicions de 1951 i 1955.